# Ивановка (Кургано-Головинский сельсовет)
Ивановка — деревня в Тербунском районе Липецкой области России. Входит в состав Кургано-Головинского сельсовета.

## География
Деревня находится в юго-западной части Липецкой области, в лесостепной зоне, в пределах Среднерусской возвышенности, в верховьях реки Ольшанец, на расстоянии примерно 9 километров (по прямой) к северу от села Тербуны, административного центра района. Абсолютная высота — 202 метра над уровнем моря.
Климат умеренно континентальный с теплым летом и умеренно морозной зимой. Годовое количество осадков — 450—500 мм. Средняя температура января составляет −9,5°, июля — +19,5°.
Часовой пояс
Деревня Ивановка, как и вся Липецкая область, находится в часовой зоне МСК (московское время). Смещение применяемого времени относительно UTC составляет +3:00.

## Население
| 2009 | 2010 |
| ---- | ---- |
| 38   | ↘33  |

Гендерный состав
По данным Всероссийской переписи населения 2010 года в гендерной структуре населения мужчины составляли 39,4 %, женщины — соответственно 60,6 %.
Национальный состав
Согласно результатам переписи 2002 года, в национальной структуре населения русские составляли 98 % из 44 человек.